# Exeristeboda exeristis
Exeristeboda exeristis är en fjärilsart som beskrevs av Edward Meyrick 1910. Exeristeboda exeristis ingår i släktet Exeristeboda och familjen vecklare. Inga underarter finns listade i Catalogue of Life.